# Teresa Venerdì
Teresa Venerdì è un film del 1941 diretto da Vittorio De Sica, ispirato a un romanzo dello scrittore ungherese Rezső Török.

## Trama
Pietro Vignali, un giovane pediatra, si trova in difficoltà economiche per la scarsità dei clienti e per il suo tenore di vita eccessivo dovuto soprattutto ai capricci della sua amante, la cantante di varietà Loletta Prima. Finisce così per accettare l'incarico di ispettore sanitario presso un orfanotrofio femminile e considera la possibilità di vendere la sua villa a un ricco industriale, Agostino Passalacqua, grazie all'interessamento del loro medico di famiglia, e suo amico, Pasquale.
Il primo contatto di Pietro con i possibili acquirenti della villa però non sortisce gli effetti sperati: l'uomo, presentatosi al cancello di casa, scorge una bella ragazza intenta a spazzare il cortile e le fa una corte spudorata credendola una cameriera. La ragazza è in realtà Lilli Passalacqua, figlia snob e viziata di Agostino, con velleità di poetessa. Lilli non esita a dare un bacio a Pietro in presenza dei genitori e in pochi minuti i due finiscono per fidanzarsi ufficialmente; questo crea sconforto in Pasquale, da tempo segretamente innamorato di Lilli, e per di più la vendita della villa sfuma, in quanto Passalacqua ritiene inutile comprare una proprietà del suo futuro genero.
Nel frattempo, all'orfanotrofio Vignali conosce una delle orfane più grandi, Teresa Venerdì, una ragazza affettuosa e intelligente con la vocazione per il lavoro di infermiera, tanto da aiutare il medico nella sua attività, e ben presto i due si innamorano. La cosa suscita l'invidia di un'altra orfana, Alice, che scrive una lettera compromettente al dottore a firma di Teresa e dichiara alla direttrice di averla trovata nel cappello di lui. La direttrice non tarda ad accorgersi dell'inganno, dato che la lettera contiene un vistoso errore d'ortografia che la brava Teresa non avrebbe commesso. Però Teresa, impaurita per una possibile punizione, fugge dall'orfanotrofio e va a casa di Pietro.
A casa del medico e in sua assenza Teresa, sfruttando la possibile confusione con una sorella di lui, fa in modo di allontanare dalla vita di Pietro sia Loletta, a cui rivela che la loro relazione è diventata insostenibile per le condizioni economiche di lui, sia Lilli, a cui dichiara che il medico intende sposarla solo per soldi. Quest'ultima, offesissima, torna a casa e si finge gravemente malata; Pasquale, accorso per curarla, trova finalmente il coraggio per dichiararsi e i due si scoprono innamorati. Però la signora Passalacqua, equivocando l'intervento di Teresa, crede che questa sia l'amante di Pietro e invia suo marito da lei per convincerla a farsi da parte in cambio di una quantità di denaro. Teresa sfrutta abilmente l'equivoco, facendosi consegnare dall'industriale una grossa somma con cui Pietro può finalmente pagare i suoi numerosi creditori.
Alla fine, Pietro, medico specialista nelle malattie dei bambini, accetta una proposta di lavoro come assistente medico presso l'ospedale di Teramo, abbandonando la dispendiosa vita della Roma bene. Teresa, oltre che sua moglie, sarà una preziosa collaboratrice sul lavoro.

## Distribuzione
Uscì nelle sale italiane il 24 novembre 1941. Nel 1949 il film fu riedito con il nuovo titolo Il gallo della Checca.